# Меренберг, Георг-Николай
Граф Георг-Николай фон Меренберг (Георгий Николаевич) (13 [25] февраля 1871, Висбаден — 31 мая 1948, Висбаден) — германский аристократ, внук А. С. Пушкина.

## Биография
Граф Георг-Николай фон Меренберг родился в семье принца Николая Вильгельма Нассауского и его морганатической супруги графини Натальи Меренберг, урождённой Пушкиной. По отцу — племянник герцога Адольфа Нассауского, будущего великого герцога Люксембурга. По матери — внук поэта Александра Сергеевича Пушкина.
Жил Георг-Николай в Висбадене и по-русски не говорил. В годы Первой мировой войны ротмистр ландвера Георг-Николай Меренберг воевал в кайзеровской армии в одной из прусских гвардейских кавалерийских частей, но добился разрешения участвовать в боевых действиях на Западном фронте во Франции, чтобы не сражаться против русских.
В начале 1900-х Георг-Николай выступил претендентом на люксембургский трон. У его кузена, владетельного герцога Вильгельма IV родились только дочери, и граф Меренберг оказался к тому времени единственным представителем мужского пола в фамилии Нассауских. Женская линия могла быть призвана на престол лишь в том случае, «если угаснет последний мужской представитель династии». Немолодой герцог Вильгельм IV в 1907 году, за пять лет до смерти, внёс вопрос о престолонаследии на рассмотрение парламента. Высший законодательный орган страны признал, что, поскольку отец графа Меренберга, принц Николай Вильгельм, был женат «на особе не из владетельного дома» и, следовательно, этот брак считается неравным, его потомки не имеют права наследовать трон. Из сорока восьми депутатов лишь семеро поддержали Георга-Николая. Законной наследницей стала Мария Аделаида, старшая дочь герцога Вильгельма.
После судебного разбирательства Георг-Николай от собственного имени и от имени своих детей отказался от прав на люксембургский престол за ежегодную ренту в размере 40 000 марок и крупную
единовременную выплату.
Скончался Георг-Николай 31 мая 1948 года.

## Брак и дети
12 мая 1895 года в Ницце Георг-Николай женился на светлейшей княжне Ольге Александровне Юрьевской (1873—1925), дочери императора Александра II от морганатического брака с княжной Екатериной Михайловной Долгорукой. В браке родилось трое детей:
- граф Александр Адольф (1896—1897)
- граф Георг Михаил (1897—1965)
- графиня Ольга Екатерина Адда (Ольга Георгиевна) (1898—1983), муж (с 1923 года) — граф Михаил Тариелович Лорис-Меликов (1900—1980)

2 января 1930 года в Висбадене Георг-Николай заключил второй брак с Аделаидой Моран Брамбеер (1875—1942). Брак бездетный.